# Nossa Senhora com o Menino, São Bento e São Bernardo (Francisco Henriques)
Nossa Senhora com o Menino, São Bento e São Bernardo é uma pintura a óleo sobre madeira de carvalho pintada cerca de 1515 presumivelmente por Francisco Henriques, pintor de origem flamenga activo em Portugal no período do Manuelino, para a Igreja matriz da Ribeira Brava (Madeira) onde ainda se encontra actualmente.
A pintura Nossa Senhora com o Menino, São Bento e São Bernardo representa a Virgem Maria entronizada com o Menino Jesus ao colo tendo a seu lado em estilo de Sacra conversazione os santos Bento e Bernardo fundadores de duas ordens monásticas católicas importantes, respectivamente a Ordem dos Beneditinos e a Ordem de Cister.
Para esta pintura os comitentes madeirenses terão recorrido à oficina de Francisco Henriques, uma das mais importantes oficinas de pintura de Lisboa, que executou entre 1508 e 1512 uma grande empreitada de pinturas para a Igreja palaciana e conventual de S. Francisco, em Évora, designadamente o Políptico do Altar-mor e um conjunto de grandes painéis para as capelas laterais, entre os quais uma obra de composição similar, Nossa Senhora da Graça com o Menino, Santa Julita e São Querito.

## Descrição
Nossa Senhora com o Menino, São Bento e São Bernardo repete na composição e no espaço pictórico, com a perspectiva definida pelos mosaicos polícromos e a utilização de dossel e pano de honra atrás da Virgem Maria, o painel Nossa Senhora da Graça com o Menino, Santa Julita e São Querito das capelas laterais da Igreja de S. Francisco de Évora que se encontra actualmente no MNAA.
A Virgem Maria com o Menino Jesus ao colo estão representados no centro da composição, estando Maria sentada sobre duas almofadas brancas que assentam sobre um banco de mármore cinzento claro e sob um dossel. Maria aureolada ampara com ambas as mãos Jesus e veste uma ampla túnica azul escura sobre a qual usa um largo manto vermelho, tendo os pés assentes numa almofada de brocado com tons dourados. O Menino Jesus com fralda está ao colo da mãe e folheia o livro que assenta sobre o manto esticado sobre as pernas de Maria.
Ambos os Santos estão de pé, aureolados e portando báculos. No lado esquerdo está São Bento usando o hábito usual dos beneditinos com túnica branca e escapulário escuro. No lado direito, São Bernardo veste o hábito dos cistercienses com túnica e escapulário brancos e além do báculo segura um livro aberto com a mão esquerda.
A cena decorre num espaço aberto para o exterior através de um muro de tom castanho a toda a largura do quadro por cima do qual se vê um céu azul sem nuvens diminuindo a intensidade luminosa do muro para o topo da pintura.

## Apreciação

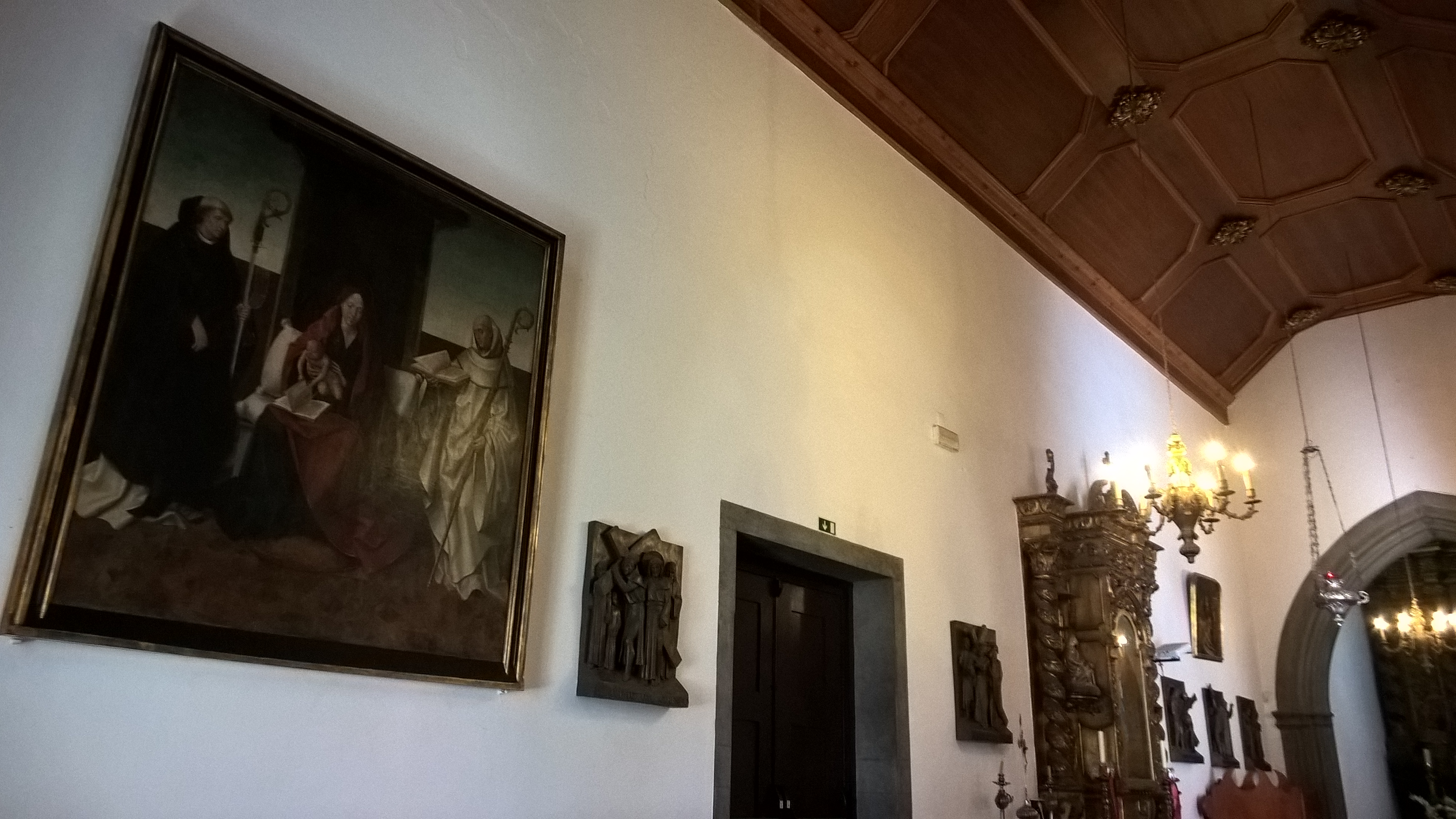
Nossa Senhora com o Menino, São Bento e São Bernardo na parede norte interior da Igreja Matriz da Ribeira Brava

Segundo Baptista Pereira e JAF, esta pintura que foi pela primeira vez referenciada por João Couto em 1955 e depois mencionada por Pedro Dias e Vítor Serrão em 1986, foi restaurada em 1995-96 regressou de imediato à Ribeira Brava onde permanece.
Segundo estes autores, tudo indica que esta Sacra conversazione tenha sido realizada para a Matriz da Ribeira Brava cujo padroeiro é precisamente S. Bento e compreende-se a escolha de S. Bernardo porque foi o reformador da ordem beneditina e o grande impulsionador do culto da maternidade virginal de Maria. A Igreja Matriz da Ribeira Brava foi reconstruída e ampliada na época manuelina tendo sido beneficiada com numerosas alfaias e imagens de origem flamenga oferecidos pelas casas senhoriais da vila e com o Retábulo do Altar-mor a que terá pertencido esta pintura e que D. Manuel deve ter mandado enviar de Lisboa. Pelas dimensões consideráveis que possui, a pintura deveria ser o elemento central de um conjunto com dois painéis laterais e uma predela nas quais estariam representados santos da devoção local e até com grupos profissionais.
Também para Baptista Pereira e JAF, nesta pintura da Ribeira Brava foram retomados vários aspectos da pintura Nossa Senhora da Graça com o Menino, Santa Julita e São Querito de Évora, desde logo pelo enquadramento do dossel que foi simplificado, deixando de haver flores e inscrições, e tendo o muro do fundo sido substituído por uma superfície escura que define um plano. Em lugar dos mártires perfilam-se as figuras majestosas de São Bento de hábito negro e São Bernardo com uma aplicação espectacular de diversas tonalidades de branco na definição do manto fortemente drapeado e ondulado. O pavimento perspectivado segundo o modelo da pintura de Évora apresenta tonalidades mais escuras que fazem sobressair as figuras.
Ainda para Baptista Pereira e JAF, esta pintura constitui um dos pontos mais altos da produção de Francisco Henriques. Tomando como ponto de partida a pintura de Évora, abandonou o carácter narrativo que caracteriza o seu estilo inicial em favor de uma depuração pictórica, numa aproximação ao ideal humanista tanto na dignidade das poses como no tratamento das vestes. Exemplo desta tendência encontra-se também no tratamento magnífico das cabeças dos santos. Um aspecto dissonante parece ser dado pela definição anatómica algo grosseira do Menino Jesus, ainda que se encontre debruçado para o espectador, que se encontra numa posição inferior, e poder corresponder a uma ousada tentativa de escorço.
Em síntese, para Baptista Pereira e JAF, ainda que não renegue a origem flamenga, patente no rosto da Virgem Maria, e notando-se a influência italiana através da utilização do chiaroscuro, o que este painel representa de novo na arte de Francisco Henriques é uma espacialidade plástica diferente fruto do contacto com a "maneira" mais moderna de Jorge Afonso o que permite situá-lo na última fase da sua carreira artística, entre 1515 e 1518.